# Brachyolene albosignata
Brachyolene albosignata är en skalbaggsart som beskrevs av Stefan von Breuning 1958. Brachyolene albosignata ingår i släktet Brachyolene och familjen långhorningar. Inga underarter finns listade.